# 卡伯里 (北達科他州)
卡伯里（英語：Carbury）是位於美國北達科他州博蒂諾縣的非建制地區。

## 歷史
卡伯里的郵局於1906年設立，其後於1984年停運。

## 地理
卡伯里所處的海拔為高於海平面506米（即1660英呎），而該地所採用的時區為UTC-6，即北美中部时区（CST）。同時該地設有夏令時間，為UTC-6調快一小時，即UTC-5（CDT）。